# Scalimetro

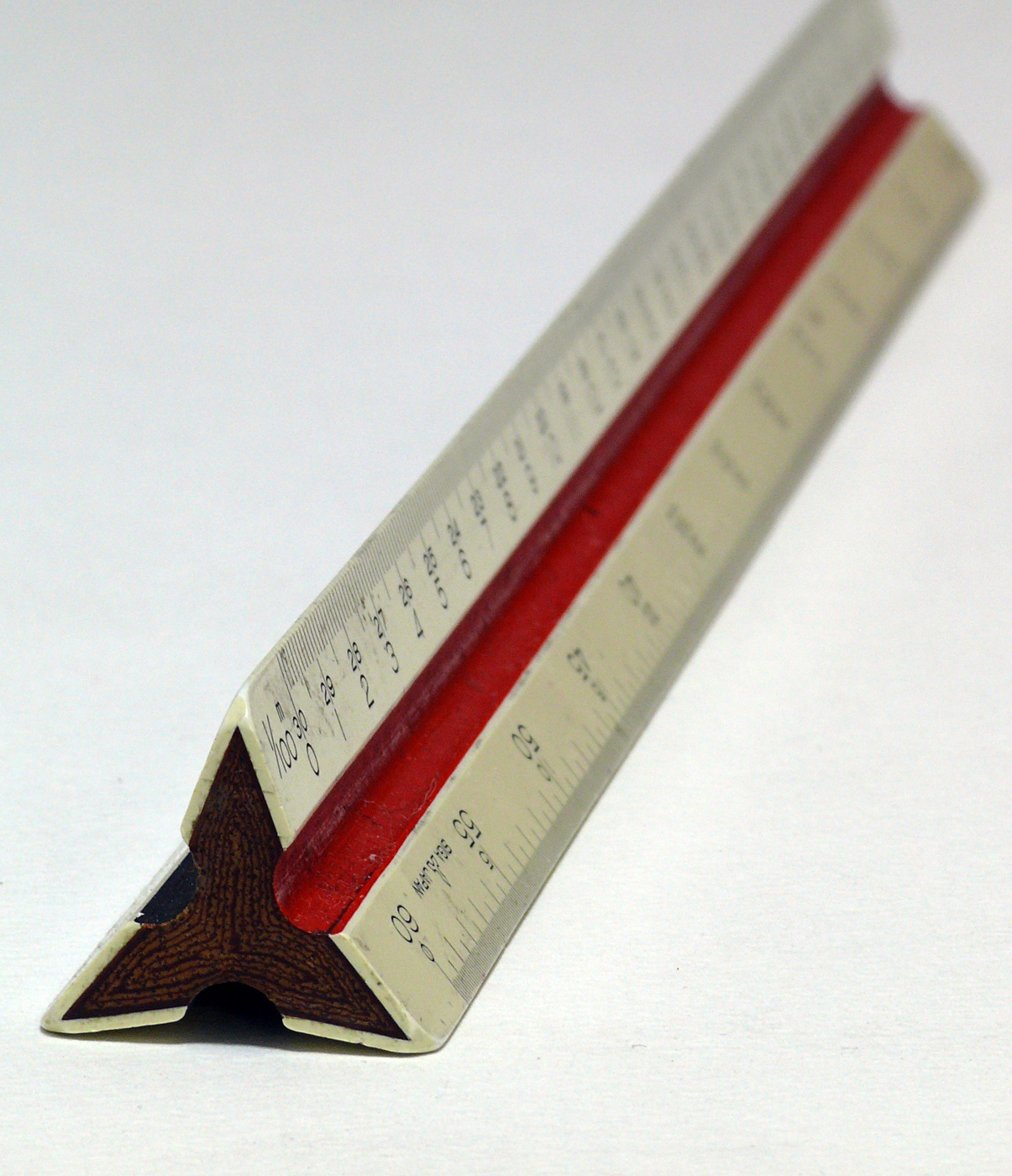
Uno scalimetro con sei scale

Lo scalimetro è uno strumento da disegno, costituito da un righello, portante su ciascun bordo una differente scala grafica per la lettura diretta delle lunghezze su disegni e carte topografiche.